# Kis sólyom
A kis sólyom (Falco columbarius) a madarak osztályának sólyomalakúak (Falconiformes) rendjéhez, azon belül  a sólyomfélék (Falconidae) családjához tartozó faj.

## Előfordulása
Európában, Ázsiában, Észak-Amerika északi részén fészkel. Tundrákon, erdős tundrákon, fenyőerdőkben és mocsarakban él. Telelni délebbre vonul, eljut Afrikába és Dél-Amerikába is.

## Alfajai
- Falco columbarius aesalon
- Falco columbarius columbarius
- Falco columbarius insignis
- Falco columbarius lymani
- Falco columbarius pacificus
- Falco columbarius pallidus
- Falco columbarius richardsoni
- Falco columbarius subaesalon
- Falco columbarius suckleyi

## Megjelenése
Testhossza 25–30 centiméter, szárnyfesztávolsága 50–62 centiméter, testtömege pedig 130–300 gramm. A hím egyharmaddal kisebb, mint a tojó. A hím felül kékesszürke, a tojó barna, sötétebb mintázattal. Kampós tépőcsőre van.

## Életmódja
Gyorsaságát kihasználva kisebb madarakra, emlősökre és rovarokra vadászik. A legmagasabb ismert kor 11 év.

## Szaporodása
A hím kettő, a tojó egyéves korban éri el az ivarérettséget. A költési időszak május–június között van. Talajon és fákon, ágakból és növényi részekből készíti fészkét. Fészekalja  4-6 tojásból áll, melyeken 28-32 nap kotlik. A fiatal madarak 25-27 nap múlva repülnek ki.

## Kárpát-medencei előfordulása
Magyarországon rendszeres téli vonuló. A 2012. januárban végrehajtott madárszámlálás során 28 kis sólymot figyeltek meg Magyarországon. 2018-ban a madárszámlálás adatai alapján 28 itthon telelő kis sólymot figyeltek meg a madarakat számlálók.

## Galéria

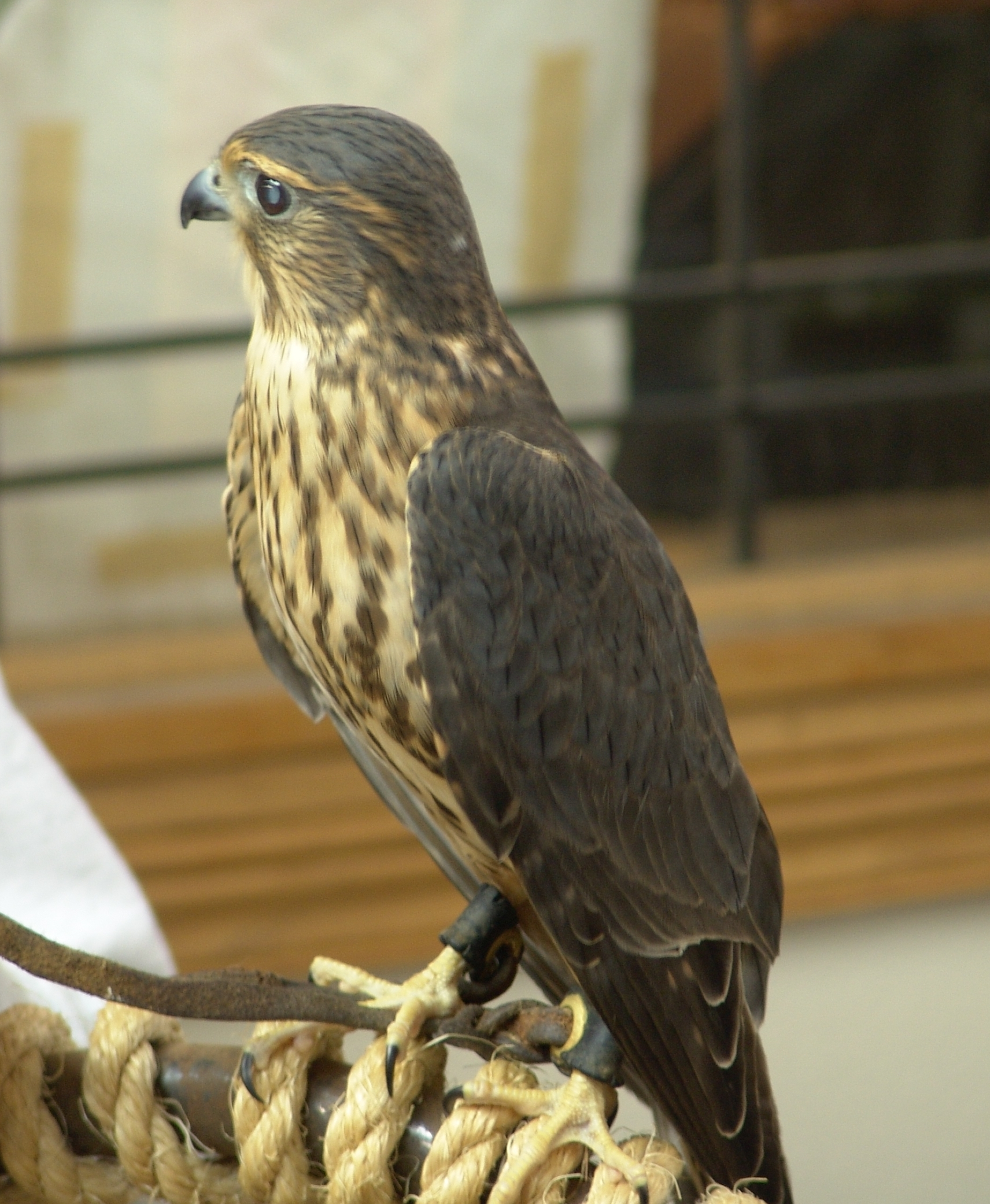
Felnőtt példány
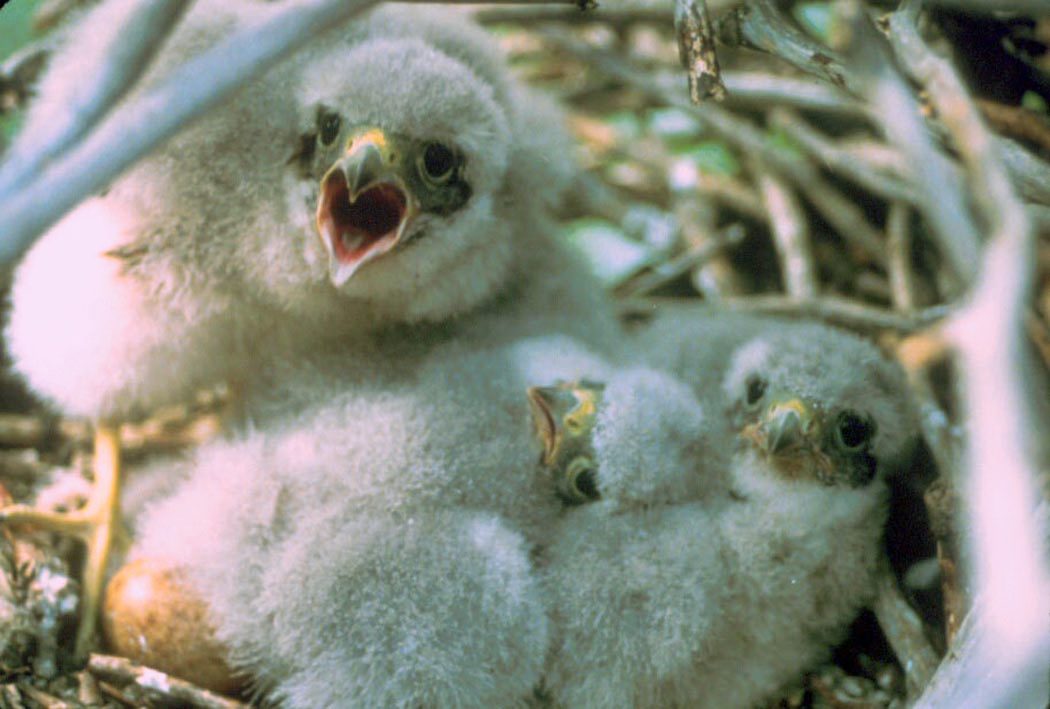
Fészekalj
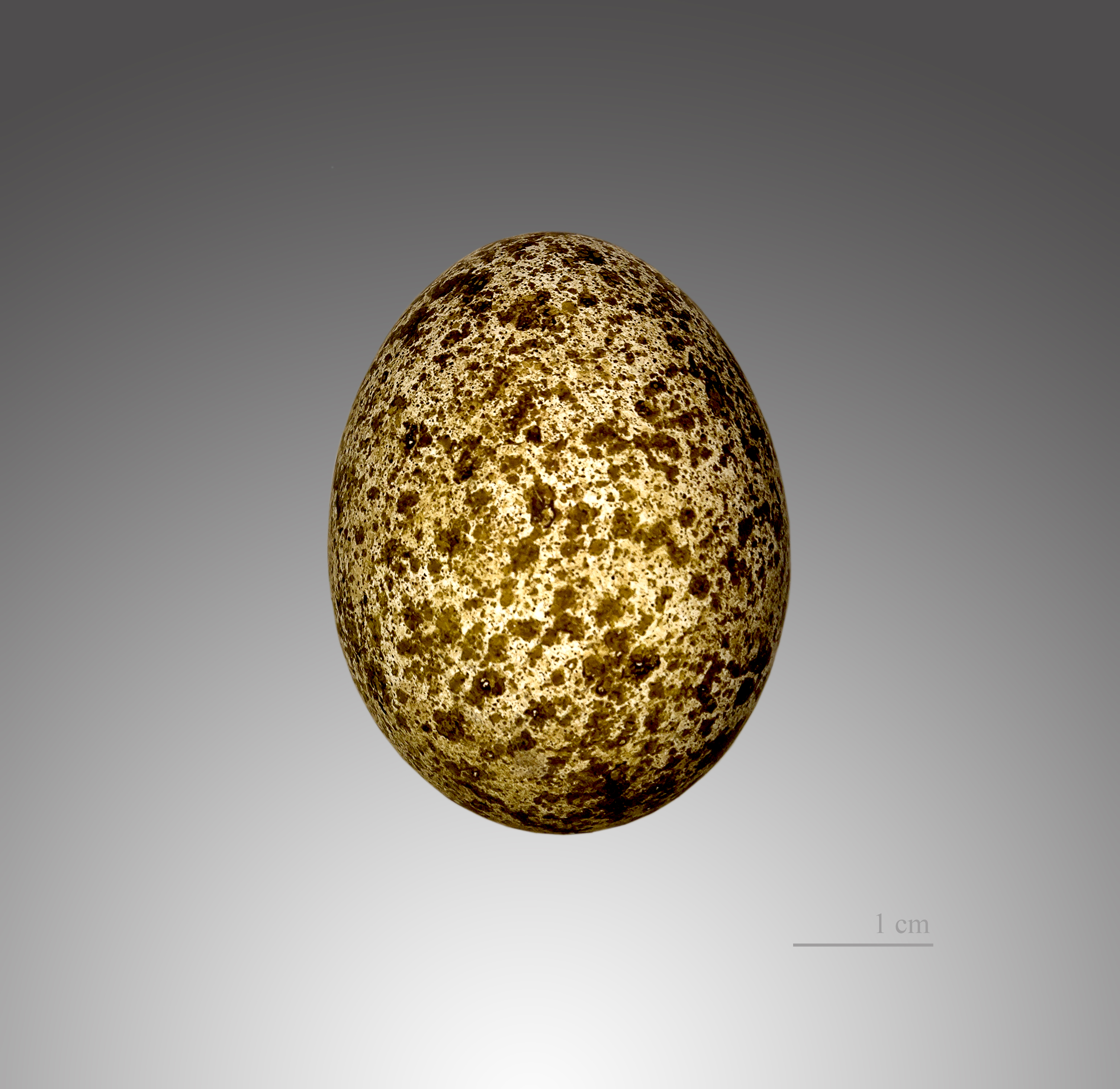
A  Falco columbarius tojása

## Források

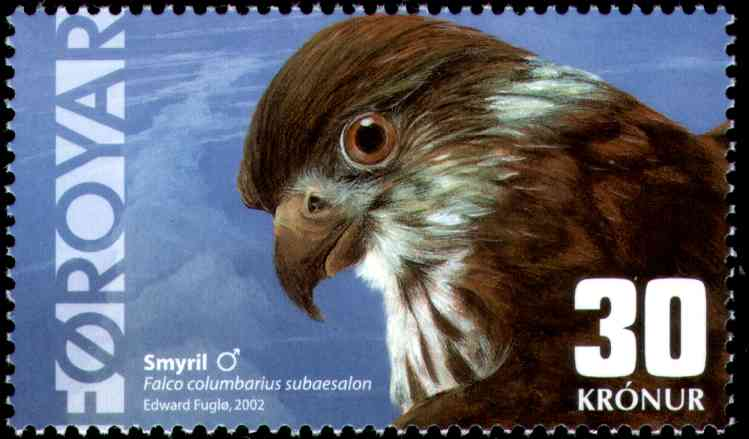
Feröeri bélyegen is szerepel